# Sedegliano
Sedegliano (Sedean en friulano) es una población de 3.914 habitantes en la provincia de Udine, en la región autónoma de Friuli-Venecia Julia.

## Geografía

### Demografía
| Gráfica de evolución demográfica de Sedegliano entre 1861 y 2001 |
|                                                                  |
| Fuente ISTAT - elaboración gráfica de Wikipedia                  |

- Datos: Q53365
- Multimedia: Sedegliano / Q53365

1. ↑  Worldpostalcodes.org, código postal n.º 33039.
2. ↑  «Codici Catastali». Comuni-italiani.it (en italiano). Consultado el 29 de abril de 2017.